# Morton (Illinois)
Morton is een plaats (village) in de Amerikaanse staat Illinois, en valt bestuurlijk gezien onder Tazewell County.

## Demografie
Bij de volkstelling in 2000 werd het aantal inwoners vastgesteld op 15.198. In 2006 is het aantal inwoners door het United States Census Bureau geschat op 15.757, een stijging van 559 (3,7%).

## Geografie
Volgens het United States Census Bureau beslaat de plaats een oppervlakte van 31,7 km², waarvan 31,6 km² land en 0,1 km² water. Morton ligt op ongeveer 196 m boven zeeniveau.

## Plaatsen in de nabije omgeving
De onderstaande figuur toont nabijgelegen plaatsen in een straal van 12 km rond Morton.